# Juluk
Juluk is een bestuurslaag in het regentschap Sumenep van de provincie Oost-Java, Indonesië. Juluk telt 2586 inwoners (volkstelling 2010).